# Aartsbisdom San Francisco

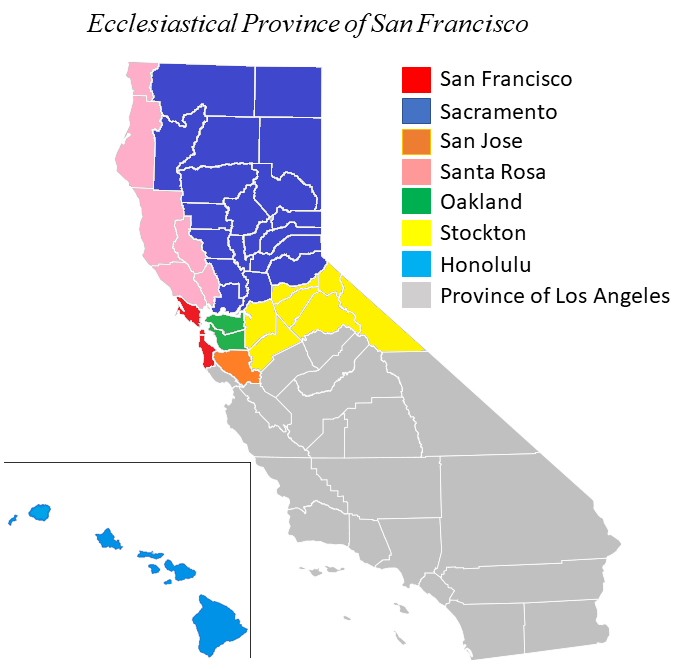
De kerkprovincie San Francisco

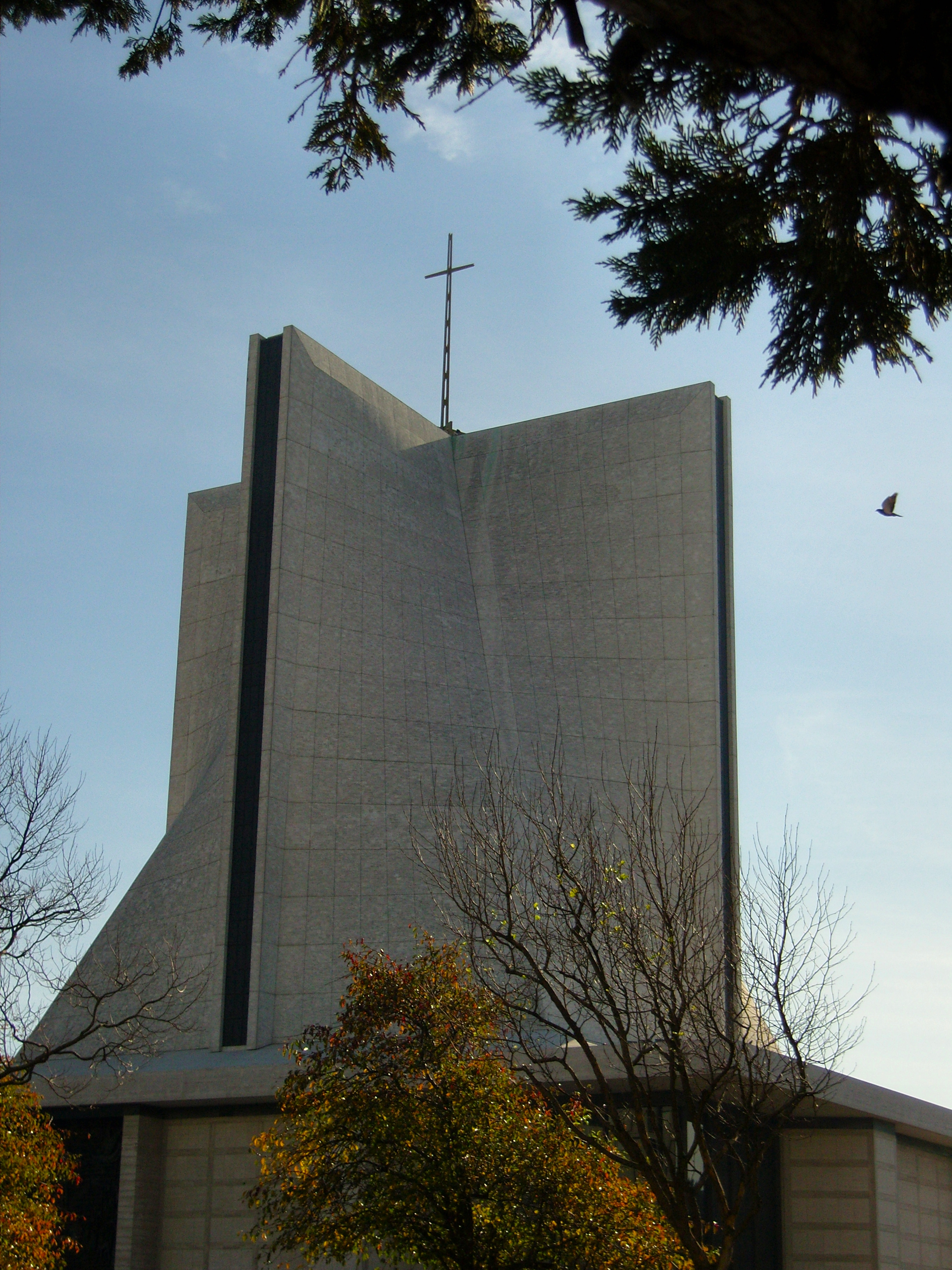
De kathedraal St. Mary of the Assumption

Het aartsbisdom San Francisco (Latijn: Archidioecesis Sancti Francisci; Engels: Archdiocese of San Francisco) is een metropolitaan aartsbisdom van de Rooms-Katholieke Kerk in de Verenigde Staten. De zetel van het aartsbisdom is in de stad San Francisco en het aartsbisdom beslaat de county's San Francisco, San Mateo en Marin in Californië. Het aartsbisdom heeft een oppervlakte van 6.023 km² en telde in 2020 92 parochies. In dat jaar telde het 1.912.500 inwoners waarvan 24,9% katholiek was. Het aartsbisdom werd opgericht in 1853.
De aartsbisschop van San Francisco is metropoliet van de kerkprovincie San Francisco. De kerkprovincie omvat het noorden van de staat Californië en de staat Hawaï en bestaat uit de volgende suffragane bisdommen:
- Bisdom Honolulu
- Bisdom Oakland
- Bisdom Sacramento
- Bisdom San José in Californië
- Bisdom Santa Rosa in Californië
- Bisdom Stockton

## Geschiedenis
In 1840 viel het gebied onder het nieuwe bisdom van de twee Californiës. Nadat Californië was opgenomen in de Verenigde Staten in 1850 werd het bisdom Monterey opgericht. Drie jaar later werd het aartsbisdom San Francisco opgericht. Daarvoor viel dit gebied onder het bisdom Monterey. De katholieke bevolking uit Spaans sprekenden en Ierse, Franse, Duitse, Italiaanse en Portugese immigranten, veelal gelokt tijdens de goudkoorts. In de eerste decennia werd een netwerk van scholen, weeshuizen, ziekenhuizen en rusthuizen uitgebouwd, vaak opgericht door congregaties van mannelijke en vrouwelijke religieuzen. Aan het begin van de 20e eeuw werd de katholieke kerk geconfronteerd met anti-katholieke sentimenten. Via een eigen krant, The Monitor, verdedigde de aartsbisschop de belangen van de katholieken en ook van de arbeiders en de vakbonden in navolging van de encycliek Rerum Novarum. In 1962 kreeg het aartsbisdom zijn huidige omvang nadat er nieuwe bisdommen werden opgericht. In dat jaar brandde de kathedraal af en werd begonnen met de bouw van de nieuwe kathedraal van St. Mary of the Assumption. De kerk groeide verder, onder meer door de instroom van katholieken uit Latijns-Amerika, de Filipijnen, Korea, Vietnam, Japan en Afrika. In 1987 bezocht paus Johannes Paulus II het aartsbisdom en een misviering in Candlestick Park lokte 70.000 gelovigen. Vanaf 1993 werd een reorganisatie doorgevoerd waarbij verschillende parochies werden gesloten en nieuwe bestemmingen werden gegeven aan kerken.
In 2023 werd de nieuw ingestelde kerkprovincie Las Vegas afgesplitst van het aartsbisdom.

## Aartsbisschoppen
- Joseph Sadoc Alemany, O.P. (1853-1884)
- Patrick William Riordan (1884-1914)
- Edward Joseph Hanna (1915-1935)
- John Joseph Mitty (1935-1961)
- Joseph Thomas McGucken (1962-1977)
- John Raphael Quinn (1977-1995)
- William Joseph Levada (1995-2005)
- George Hugh Niederauer (2005-2012)
- Salvatore Joseph Cordileone (2012-)

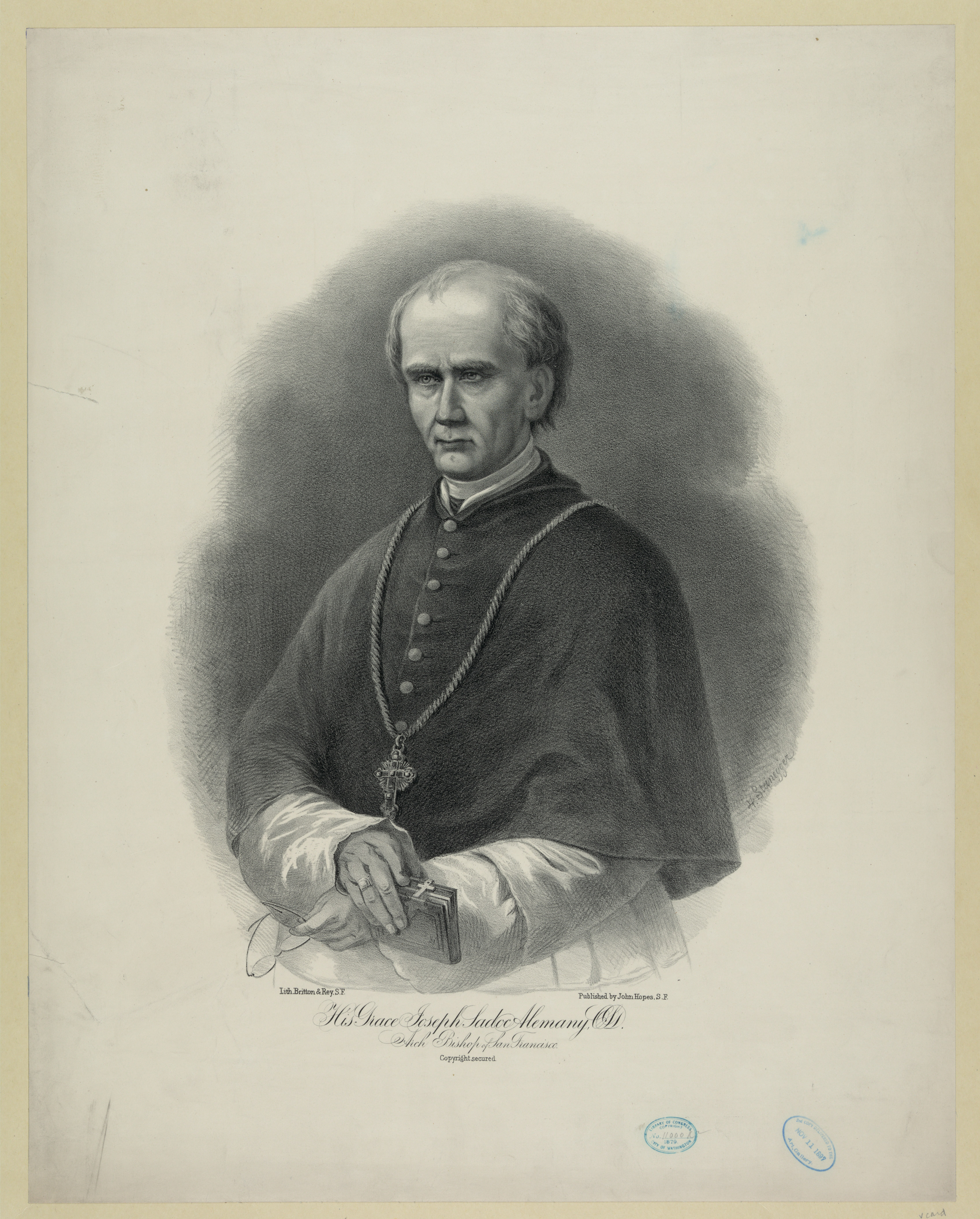
Joseph Sadoc Alemany
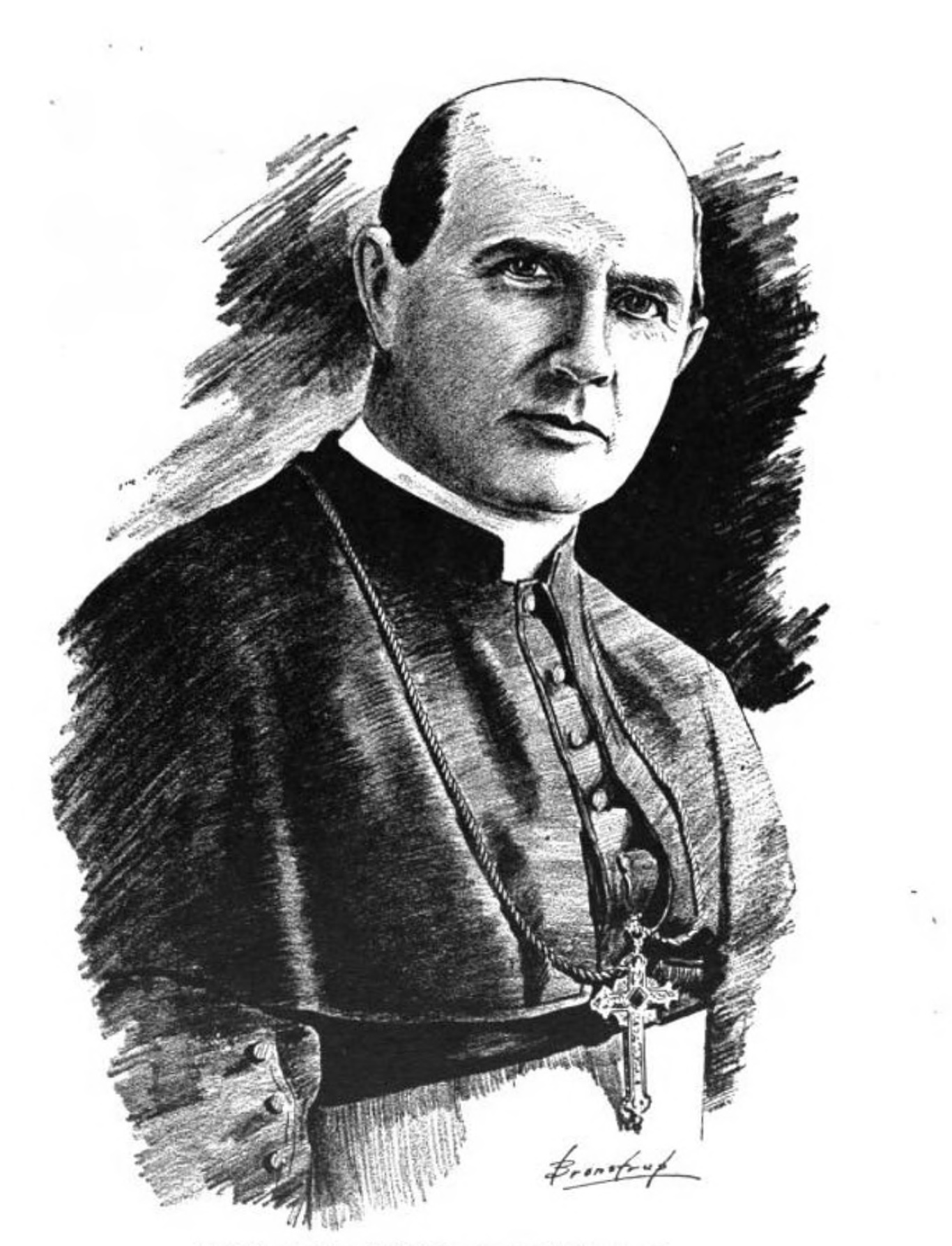
Edward Joseph Hanna
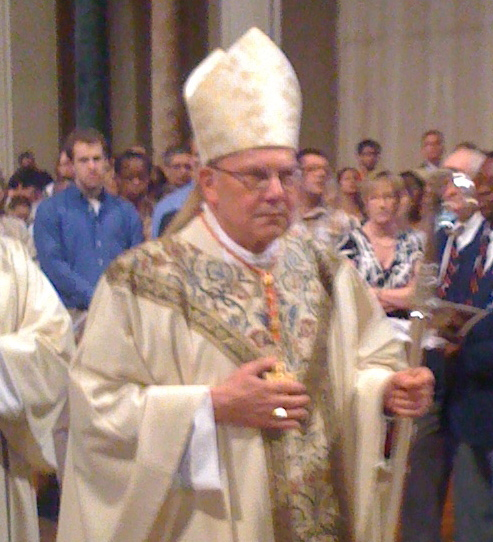
William Joseph Levada
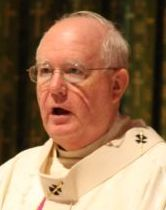
George Hugh Niederauer
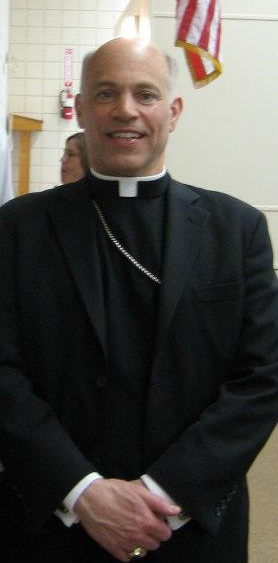
Salvatore Joseph Cordileone